# Воја Антонић
Војислав Воја Антонић (Шабац, 12. јул 1952) српски је филмски монтажер, проналазач и публициста. Такође је уредник новина, а доприносио је у бројним радијским емисијама. Међутим, најпознатији је по томе што је први на територији Југославије конструисао и направио Галаксију, кућни рачунар на принципу самоградње. Са Дејаном Ристановићем, новинаром часописа „Рачунари у вашој кући“ покренуо је акцију „Направите своју Галаксију”, чији је циљ био охрабривање и подучавање бројних рачунарских ентузијаста да сами направе свој рачунар. Сам Антонић је неколико својих радова предао у јавно власништво.

## Биографија
Воја Антонић је рођен у Шапцу 12. јула 1952, а у Београд се преселио седам година касније. На савезном такмичењу из математике и физике 1966. освојио је прво место.
Читање књиге о микропроцесору Z80 мотивисало је Антонића да покуша да експериментише с њим. Године 1976. направио је своју прву машину са микропроцесором Game of Life Џона Конвеја, професора са Кембриџа, који је осмислио алгоритам да се на матрици са 256 црвених светлећих диода исцртава ток еволуције. Због недостатка финансија, Антонић је направио матрицу 8x8, а како није знао за емулатор EPROM-а, програм је писао на папиру, касније га уписивао у EPROM и брисао помоћу ултраљубичасте светлости из кварцне лампе када је требало исправљати грешке.
Године 1981. Смучарски савез Србије се обратио Антонићу да конструише прецизнији уређај за мерење времена за потребе Балканског првенства у алпским и нордијским дисциплинама, пошто су се резултати са тог такмичења сабирали за међународни поредак смучара. Пре тога се време мерило обичном штоперицом. Антонић је направио мали рачунар „Арбитар”, који се налазио у ташни, а имао је уграђену батерију, LCD показивач, тастатуру и штампач. „Арбитар” је по концепту био претходник данашњих лаптоп рачунара. Касније је направљено укупно пет верзија „Арбитра”.
1982. као запосленик Електроника инжењеринга конструише алармну централу. У лето 1983, читајући литературу о микропроцесорима, Антонић је закључио да примитиван процесор CDP 1802 може софтверски да генерише видео-сигнал без помоћног специјалног кола, па је покушао исто да уради и на процесору Z80A на 3,072 MHz. Овај рачунар је могао да генерише монохроматску слику са 32 знака у 16 редова или графику резолуције 64x48. Како су у то време рачунари још увек били реткост и с обзиром на то да је тада прописима био забрањен увоз робе у вредности преко 50 немачких марака, Антонић је понудио популарном научном часопису „Галаксија”, који је у то време покретао специјално издање „Рачунари у вашој кући”, да објави упутство за самоградњу. Комплетно упутство за самоградњу је одштампано децембра 1983, па је преко 8.000 ентузијаста у Југославији дошло до свог првог кућног рачунара, иако су почетна очекивања била да ће бити направљено између 100 и 1000. Сам Антонић је написао једноставни оперативни систем за „Галаксију”, а писао је и програме за свој рачунар, укључујући и неколико видео-игара.
Такође је био један од првих сарадника часописа „Свет компјутера”.
Антонић је 1999. направио инструмент који је обједињавао логичку сонду, анализатор, серијски пријемник и фреквенцметар заснованом на микроконтролеру PIC16F84 америчке фирме Микрочип Технолоџи и понудио је шему тој фирми. Фирма је прихватила понуду и обећала Антонићу компензацију, али по њиховим речима, она није могла бити послата у Југославију због трговинског ембарга које су Сједињене Државе увеле СР Југославији. Ипак, Микрочип Технолоџи је уврстио Антонићев инструмент на свој сајт под бројем AN689, али је он касније уклоњен са сајта.
Воја Антонић данас живи у Београду и ради као новинар часописа Пи-си Прес (енгл. PC-Press).

## Борба против сујеверја и лажних проналазака
Антонић је познат и као борац против сујеверја и прорицања судбине које је доживело успон у Србији крајем 20. века. Због тога је написао књигу „Да ли постоје ствари које не постоје — водич за критичко размишљање” — која је објављена 2000. Као наставак борбе против прорицања, популарног у Србији заслугом разних самозваних пророка, а што су српске власти крајем 20. века ако не промовисале, а оно прећутно подржавале, као и популаризације „пророчанства” Милоша и Митра Тарабића из села Кремне код Ужица, Антонић је објавио књигу „Креманско непророчанство: студија једне обмане” 2002. Утврдио је да постоји дванаест издања књиге „Креманско пророчанство”, које су све различите и мењане током времена. Током свог истраживања посетио је Кремна, где су му понуђени „оригинални рукописи” Митра Тарабића, који је био неписмен.
Прелиставајући светске базе које садрже патентиране проналаске, Антонић је приметио да су неки превише наивни или просто немогући, што је резултовало електронском књигом „Патенти који неће променити свет”.
На ову књигу се надовезао следећи пројекат — Реквизит за бал вампира. Овај „уређај” на принципу перископа користи чињеницу да вампири немају одраз у огледалу, а изјавио је да не жели да га патентира, јер „Алберт Ајнштајн више не ради као администратор у патентном заводу, па тамо више нема никога ко би могао да схвати његову праву вредност”.

## Приповетке
Воја Антонић је написао неколико кратких прича које је лично читао у радијској емисији „Модулације” коју је водио новинар Зоран Модли. Касније их је учинио доступним на свом сајту.
- Настанак и нестанак живота
- Три краве
- Аматерска посла
- Убиство
- Модли
- Спасилац
- Идеја
- Палма
- Модрице
- Каона
- Врапче
- Успешан човек
- Сусрет
- Месија
- Растанак
- Слутња
- Инерција
- Тамара
- Текила
- Дежа ви
- Магла